# Bocas de Ceniza

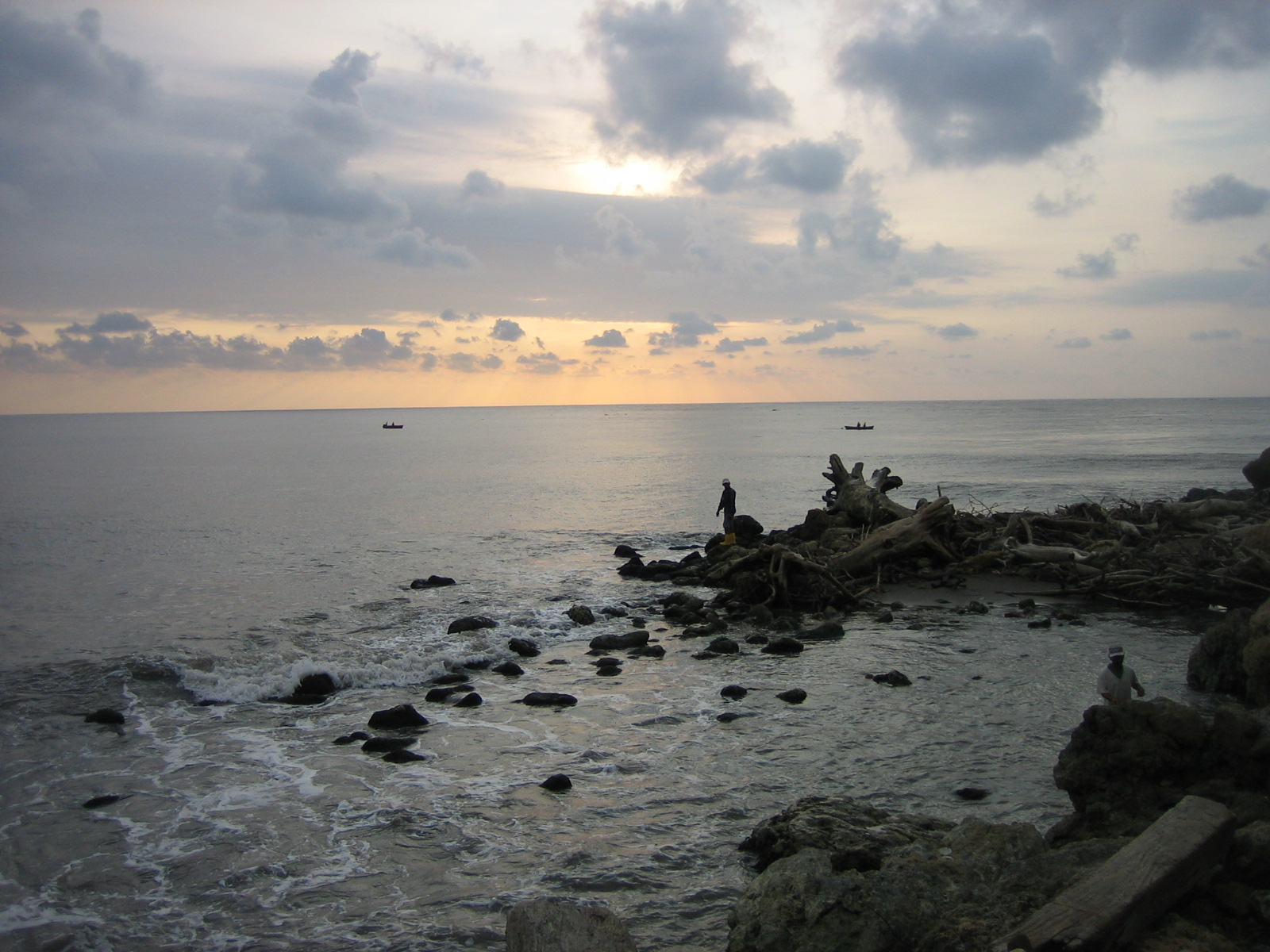
Atardecer en Bocas de Ceniza.

Bocas de Ceniza es el punto de desembocadura del río Magdalena en el Mar Caribe. Debe su nombre al color cenizo que toman las aguas del océano al recibir las  del río. En la actualidad, el río desemboca en el mar a través de un canal artificial construido en los años 1930.

## Historia
Las Bocas de Ceniza fueron descubiertas por Rodrigo de Bastidas el 1.° de abril de 1501, descubriendo de paso el río Magdalena. En el año 1824 se inició la navegación fluvial con buques de vapor, lo que despertó el interés local en la utilización de Bocas de Ceniza. La construcción del Ferrocarril Barranquilla-Salgar en 1872 y el traslado de la Aduana Nacional a Barranquilla incrementó el deseo de habilitar el sector de Bocas de Ceniza para el comercio marítimo internacional.
La construcción del muelle de Puerto Colombia en 1893 contribuyó al abandono definitivo de la vía Bocas de Ceniza, pero por el año 1906 se reanudó la campaña a favor de su apertura. Los efectos de este esfuerzo de Barranquilla culminaron en el contrato celebrado por el Gobierno Nacional en 1914 con la Casa Julius Berger Konsortium para la elaboración del proyecto de apertura y canalización de las Bocas de Ceniza y la construcción de un puerto terminal. Sin embargo, el resultado de la Primera Guerra Mundial y sus consecuencias económicas impidieron la ejecución de éste.

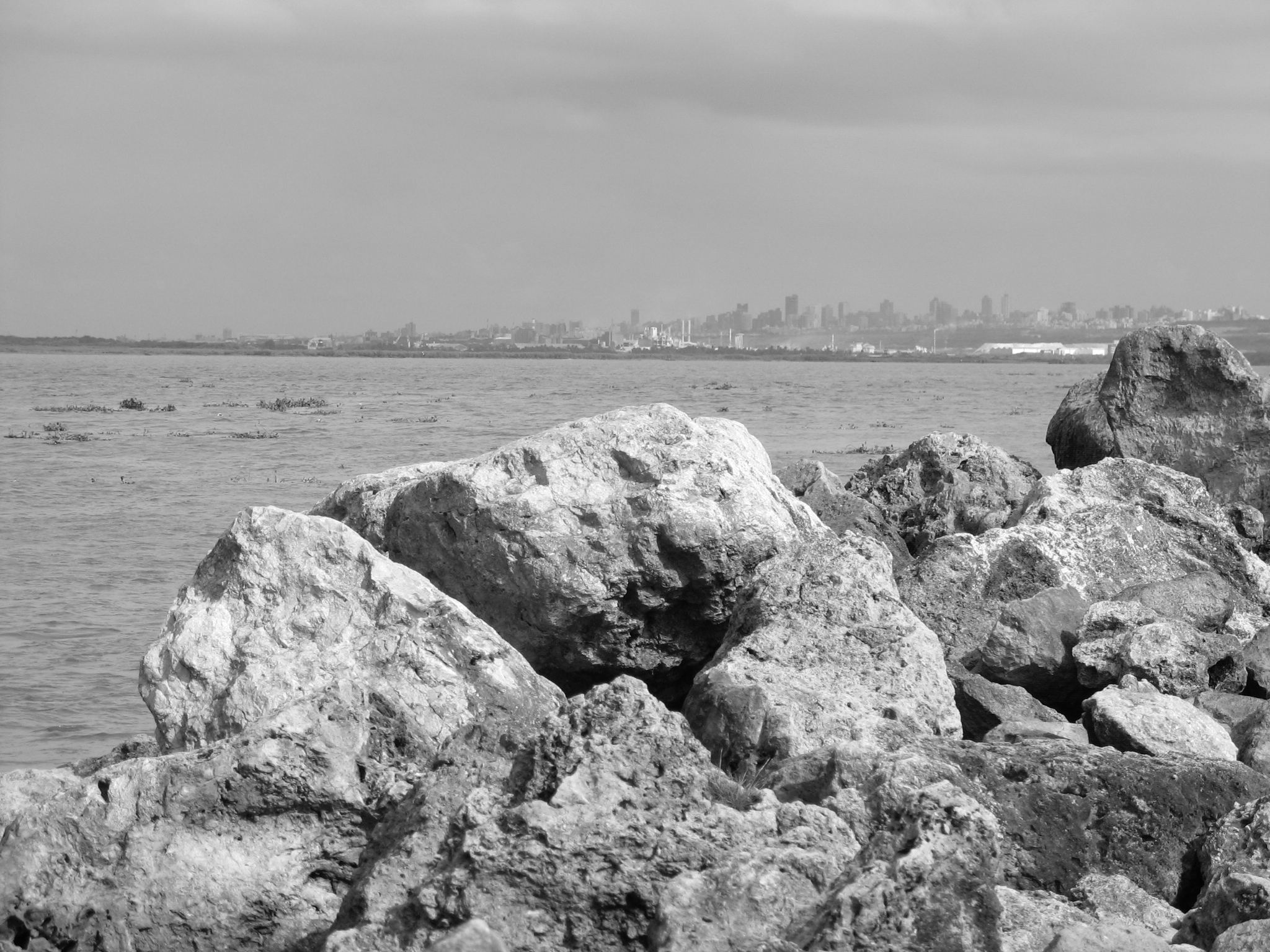
Barranquilla desde el tajamar occidental.

En 1919 la Compañía Colombiana de Bocas de Ceniza celebró un contrato con el Gobierno Nacional para la ejecución de las obras. Su directiva quedó integrada por Tomás Suri Salcedo, José Fuenmayor Reyes, Manuel Julián Alzamora, Víctor Dugand y Clodomiro Salas, miembros de la Junta Directiva de la recién constituida Cámara de Comercio de Barranquilla. También pertenecían a la Junta Ernesto Cortissoz, Gregorio Obregón, Julio E. Gerlein, Alberto Osorio, Andrés Rodríguez, Germán Palacio, Pelegrino Puccini y Alberto Roncallo.
La crisis de 1929 paralizó nuevamente el proyecto, pero por iniciativa de los hermanos Roberto y Karl Parrish, el Gobierno Nacional suscribe un contrato con Winston Brothers para la terminación de los trabajos, inaugurados por el presidente Alfonso López Pumarejo en 1936. El 22 de diciembre se oficializó la apertura del canal navegable y se inauguraron las instalaciones del Terminal Marítimo y Fluvial. López Pumarejo abordó en Puerto Colombia el destructor Antioquia de la marina colombiana a las 2:40 de la tarde, acompañado por el Designado a la Presidencia Alberto Pumarejo Vengoechea, dirigente barranquillero que intervino activamente para convertir en realidad el proyecto, por los ministros Plinio Mendoza Neira y César García Álvarez, el gobernador Rafael Blanco de la Rosa, y el alcalde de Barranquilla, Arturo Ponce Rojas. El destructor Antioquia estuvo escoltado por el buque escuela Ciudad de Cúcuta y los navíos norteamericanos Omaha y Manley. El presidente López cruzó las Bocas de Ceniza y llegó al Terminal en medio de una escuadrilla de aviones militares. En su discurso, López señaló: «Barranquilla es, desde ahora, puerto de mar». Sin embargo, solo hasta 1939 se concluyeron las instalaciones del Terminal y la red de luces y señales en el canal navegable.

## La obra

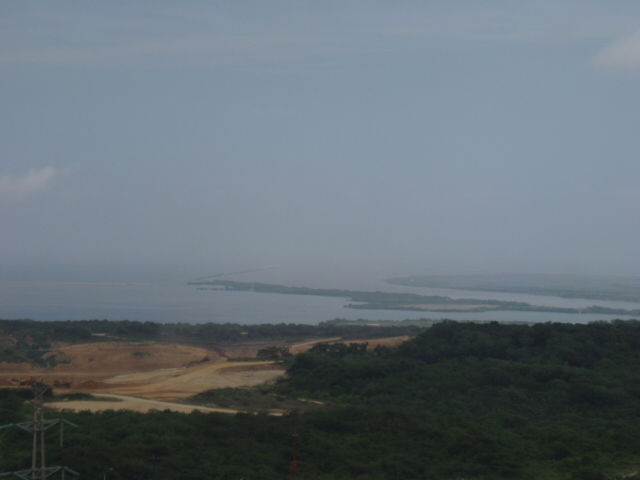
Bocas de Ceniza desde la lejanía.

Los trabajos de ingeniería hidráulica consistieron en construir dos tajamares de roca, uno en cada margen del río, a manera de prolongación de las riberas, pero reduciendo al mismo tiempo su boca. De esta manera se logra el efecto hidráulico de acelerar la velocidad de la corriente, la cual propulsa la barra (banco de arena y sedimentos que se forma en la desembocadura de un río) hacia el mar, destaponando la desembocadura y permitiendo así la entrada de los buques por el río hasta la propia ciudad y otras poblaciones ribereñas. 
No obstante la construcción de los tajamares, es preciso dragar periódicamente la desembocadura del río para eliminar la sedimentación que todavía se presenta y que impide el ingreso de buques de gran calado al puerto. El dragado se ha convertido en un dolor de cabeza para la dirigencia local, pues depende directamente de la inversión del gobierno nacional. Además, buena parte de los ingresos de la ciudad proviene de su actividad portuaria. La falta de una política seria por parte de los sucesivos gobiernos nacionales y su indiferencia ante el reclamo local por la reparación y mantenimiento de los deteriorados tajamares, hace incierto el futuro portuario de la ciudad.

## Controversia
Algunos incluso afirman que lo peor que le pudo pasar a Barranquilla fue la construcción del canal de las Bocas de Ceniza, en virtud del problema de sedimentación que siempre habrá de enfrentar, a diferencia de si se hubiera dejado a Puerto Colombia como puerto alterno, a la manera de São Paulo y Santos en Brasil, pues su bahía es un puerto natural que requiere poco mantenimiento. Con la prohibición, en 1943, de cualquier actividad portuaria a través de Puerto Colombia, de paso se condenó al ostracismo, la ruina y el olvido a la floreciente población atlanticense que vio ingresar por su muelle el progreso y a tantos inmigrantes de muchas partes del mundo. Otra consecuencia negativa de la construcción de los tajamares fue el deterioro del medio ambiente, pues además de las inmundicias arrojadas al océano, la sedimentación arrastrada por el mar a las playas cercanas las ha arruinado por completo.
"Muchos años, 1890 a 1930, Barranquilla tuvo en manos sefardí su gobierno, su economía, la religión, la moral y la política. Ellos contribuyen a abrir Sabanilla, Salgar y a término Cupino, integran la aduana de la ciudad a Puerto Colombia y seguido debían crear el gran mercado interior que propiciara un modelo económico autónomo, no sujeto a consideraciones de la competencia. Pero un juicio erróneo, acaso mezquino, distrae los escasos medios en construir un puerto marítimo al lado del fluvial. Abandonan sin concierto industria y comercio actividades generosas por una aventura portuaria de difícil manejo, no costeable, en deterioro continuo sin término fijo. De otra parte el curso del río tiene alto costo de mantenimiento y presenta inconveniencias casi insalvables antes de permitir utilizarlo a fondo.
Piensan entendidos que con parte del mucho dinero destinado a mantener Bocas de Ceniza se podría construir un Puerto Colombia más técnico y así evitar el inútil despilfarro y el impacto constante de tajamares contra el sagrado medio ambiente".

## Bocas de Ceniza hoy
Hacia mediados de los años 1990, se construyó un dique direccional en el tajamar oriental, para mejorar la navegabilidad del canal y se plantea la construcción, en la margen occidental, de un puerto de aguas profundas, denominado por sus promotores "Superpuerto". El trabajo constante de diversos empresarios de Barranquilla llevó a la creación en 1959 de la empresa del Estado Puertos de Colombia, y en los años 1990 a la creación de la Sociedad Portuaria Regional de Barranquilla.
También hacia su expansión